# Robert Brunton
Robert Brunton (Edimburgo, ... – Londra, 7 marzo 1923) è stato un produttore cinematografico e scenografo scozzese che lavorò a Hollywood nel periodo del cinema muto.

## Biografia
Nato in Scozia, a Edimburgo, Robert Brunton lavorò a Hollywood come architetto-scenografo e come produttore. Il suo primo lavoro di scenografo fu per Eye of the Night, diretto nel 1916 da Walter Edwards. Nel 1918, passò alla produzione. Fondò anche una piccola compagnia, la Robert Brunton Productions che, tra il 1918 e il 1921, produsse 18 pellicole.
Muore a Londra il 7 marzo 1923.

## Filmografia

### Produttore/Distributore
- Alimony, regia di Emmett J. Flynn  - supervisore (1917)
- A Man's Man, regia di Oscar Apfel - supervisore (1918)
- Carmen of the Klondike, regia di Reginald Barker - supervisore (1918)
- Twenty-One, regia di William Worthington - supervisore (1918)
- Wedlock, regia di Wallace Worsley - supervisore (1918)
- Maid o' the Storm, regia di Raymond B. West - supervisore (1918)
- Within the Cup, regia di Raymond B. West - produttore, direttore di produzione (1918)
- With Hoops of Steel, regia di Eliot Howe  - produttore (1918)
- The Goddess of Lost Lake, regia di Wallace Worsley - produttore (1918)
- Two-Gun Betty, regia di Howard C. Hickman - produttore e presentatore (1918)
- Playthings of Passion, regia di Wallace Worsley - supervisore  (1919)
- Adele, regia di Wallace Worsley - produttore (1919)
- The Master Man, regia di Ernest C. Warde - produttore (1919)
- A White Man's Chance, regia di Ernest C. Warde  - produttore e presentatore (1919)
- The Lord Loves the Irish, regia di Ernest C. Warde - presentatore (1919)
- Live Sparks, regia di Ernest C. Warde - produttore (1920)
- Daredevil Jack, regia di W. S. Van Dyke - produttore (1920)
- The House of Whispers, regia di Ernest C. Warde - produttore e presentatore (1920)
- The Devil to Pay, regia di Ernest C. Warde - produttore (1920)
- Fightin' Mad, regia di Joseph Franz - supervisore (1921)
- The Avenging Arrow, regia di William Bowman, W. S. Van Dyke - produttore (1921)
- Without Benefit of Clergy, regia di James Young - produttore (1921)

## Galleria d'immagini

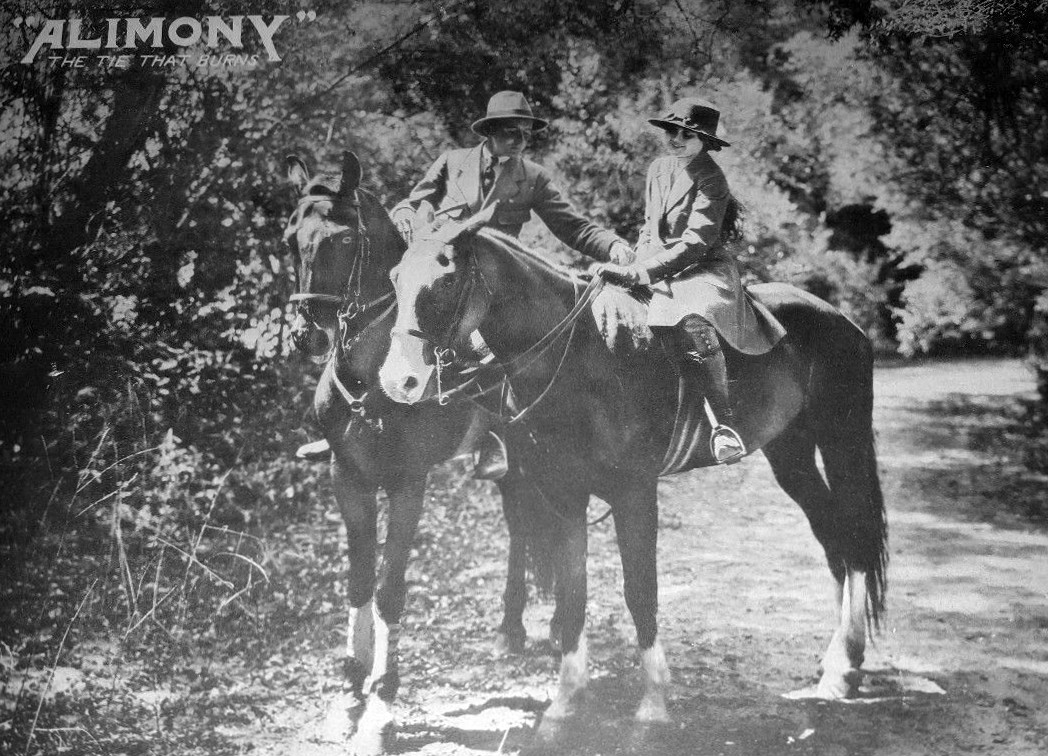
Alimony (1917)
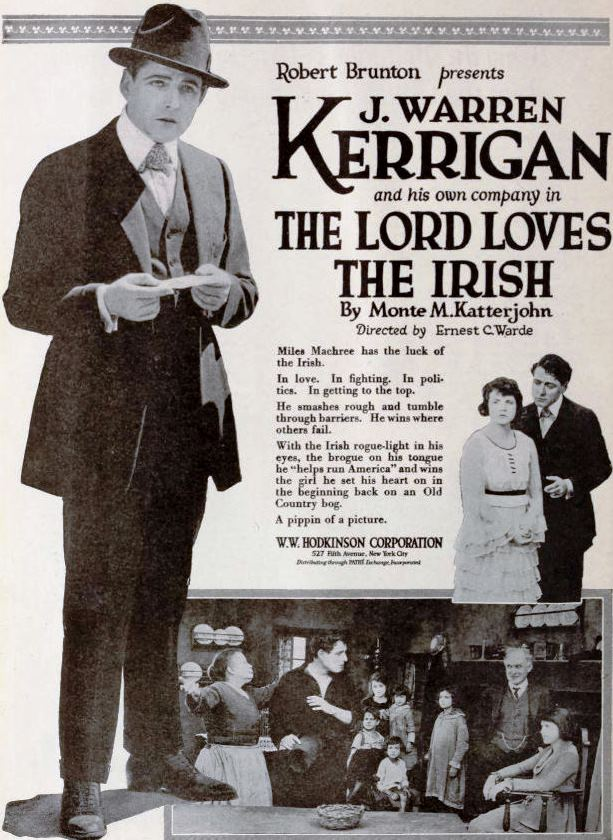
The Lord Loves the Irish (1919)
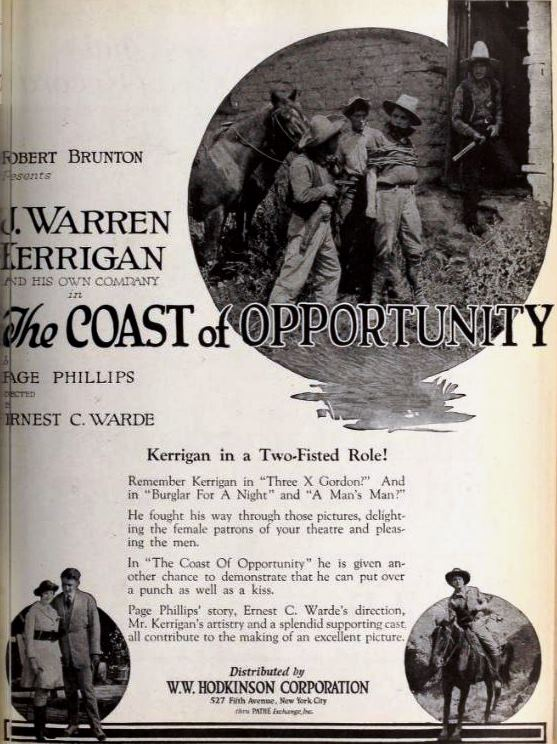
The Coast of Opportunity (1920)
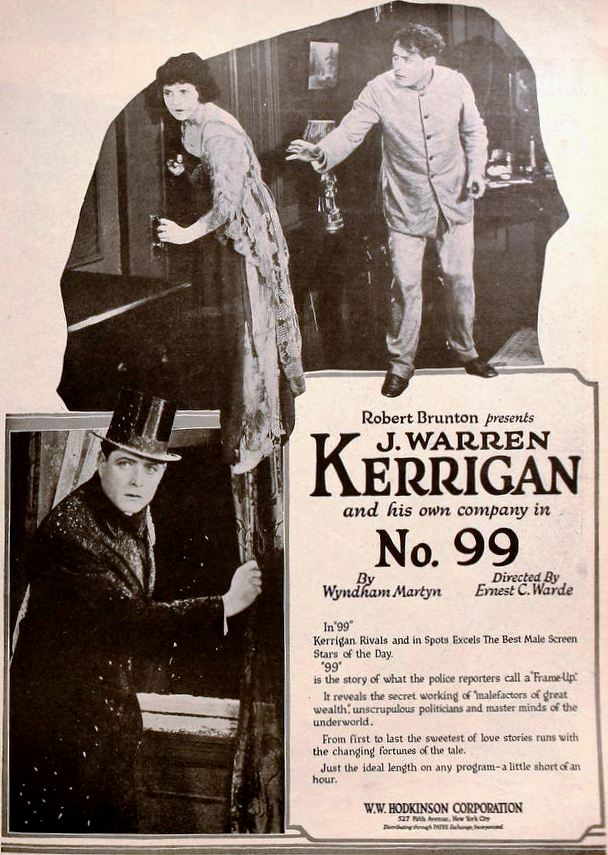
Number 99 (1920)
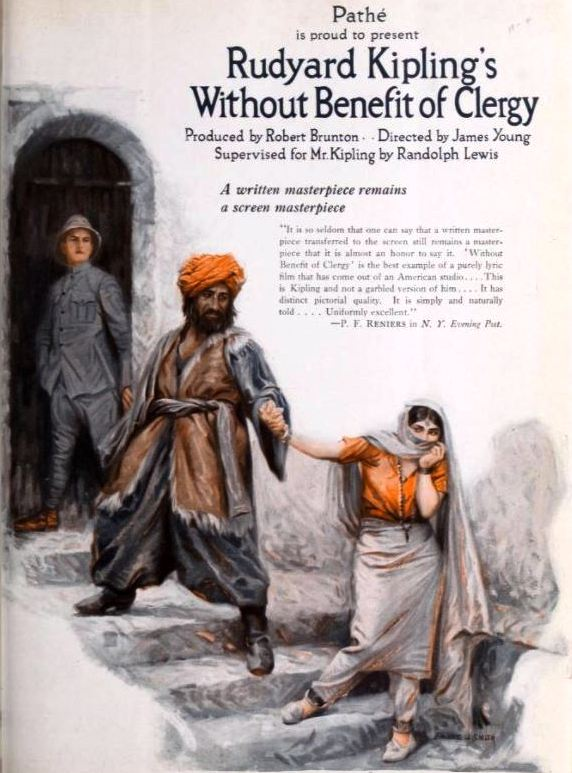
Without Benefit of Clergy (1921)

### Scenografo
- The Dawn Maker, regia di William S. Hart (1916)[2]
- Eye of the Night, regia di Walter Edwards - architetto scenografo (1916)
- Honor Thy Name, regia di Charles Giblyn  - architetto scenografo (1916)
- Shell 43, regia di Reginald Barker - architetto scenografo (1916)
- Lieutenant Danny, U.S.A., regia di Walter Edwards - architetto scenografo (1916)
- The Patriot, regia di William S. Hart  - architetto scenografo (1916)
- The Wolf Woman, regia di Raymond B. West - architetto scenografo (1916)
- The Jungle Child, regia di Walter Edwards - architetto scenografo (1916)
- Plain Jane, regia di Charles Miller - architetto scenografo (1916)
- The Return of Draw Egan, regia di William S. Hart - architetto scenografo (1916)
- The Vagabond Prince, regia di Charles Giblyn - architetto scenografo (1916)
- Jim Grimsby's Boy, regia di Reginald Barker - architetto scenografo (1916)
- The Honorable Algy, regia di Raymond B. West - architetto scenografo (1916)
- The Devil's Double, regia di William S. Hart - architetto scenografo (1916)
- The Criminal, regia di Reginald Barker - architetto scenografo (1916)
- Bawbs o' the Blue Ridge, regia di Charles Miller - architetto scenografo (1916)
- A Gamble in Souls, regia di Walter Edwards - architetto scenografo (1916)
- Truthful Tulliver, regia di William S. Hart - architetto scenografo (1917)
- The Weaker Sex, regia di Raymond B. West - architetto scenografo  (1917)
- The Bride of Hate, regia di Walter Edwards - architetto scenografo (1917)
- The Iced Bullet, regia di Reginald Barker - architetto scenografo (1917)
- The Gun Fighter, regia di William S. Hart - architetto scenografo (1917)
- Back of the Man, regia di Reginald Barker - architetto scenografo (1917)
- The Little Brother, regia di Charles Miller - architetto scenografo (1917)
- Blood Will Tell, regia di Charles Miller - architetto scenografo (1917)
- The Dark Road, regia di Charles Miller - architetto scenografo (1917)
- Sweetheart of the Doomed, regia di Reginald Barker - architetto scenografo (1917)
- Paddy O'Hara, regia di Walter Edwards - architetto scenografo (1917)
- The Snarl, regia di Raymond B. West - architetto scenografo (1917)
- Happiness, regia di Reginald Barker - architetto scenografo (1917)
- The Square Deal Man, regia di William S. Hart - architetto scenografo (1917)
- Wolf Lowry, regia di William S. Hart - architetto scenografo (1917)
- The Hater of Men, regia di Charles Miller - architetto scenografo (1917)
- The Cold Deck, regia di William S. Hart e (non accreditato) Clifford Smith - architetto scenografo (1917)
- Madam Who, regia di Reginald Barker - scenografo (1918)
- A Man's Man, regia di Oscar Apfel - scenografo (1918)
- Are You Legally Married?, regia di Robert Thornby - architetto scenografo (1919)

### Robert Brunton Productions
- The Goddess of Lost Lake, regia di Wallace Worsley (1918)
- Two-Gun Betty, regia di Howard C. Hickman (1918)
- Todd of the Times, regia di Eliot Howe (1919)
- The Master Man, regia di Ernest C. Warde (1919)
- A White Man's Chance, regia di Ernest C. Warde (1919)
- The Lord Loves the Irish, regia di Ernest C. Warde (1919)
- The Joyous Liar, regia di Ernest C. Warde (1919)
- Live Sparks, regia di Ernest C. Warde (1920)
- Daredevil Jack, regia di W. S. Van Dyke (1920)
- The Dream Cheater, regia di Ernest C. Warde (1920)
- Number 99, regia di Ernest C. Warde (1920)
- The Green Flame, regia di Ernest C. Warde (1920)
- The Girl in the Web, regia di Robert Thornby (1920)
- $30,000 (o Thirty Thousand Dollars), regia di Ernest C. Warde (1920)
- The House of Whispers, regia di Ernest C. Warde (1920)
- The Devil to Pay, regia di Ernest C. Warde (1920)
- The Coast of Opportunity, regia di Ernest C. Warde (1920)
- Without Benefit of Clergy, regia di James Young (1921)